# Reika Sakurai
Reika Sakurai (桜井 玲香, Sakurai Reika), née le 16 mai 1994 à la Préfecture de Kanagawa, est une chanteuse et idole japonaise, membre et capitaine du groupe féminin japonais Nogizaka46 de 2011 à 2019.

## Biographie
Elle fréquente de son enfance à sa majorité des écoles de filles à partir de la maternelle. Avant de commencer sa carrière artistique, elle prend des cours de danse de hip-hop, également de natation, de piano, de tennis et de jardinage.
Les auditions finales pour un nouveau groupe se tiennent le week-end du 20 au 21 août 2011 où 56 finalistes se sont affrontées pour 36 places. En tout, 38 934 personnes se sont inscrites pour auditionner. Reika chante lors du casting une chanson du groupe d'idoles japonais Happiness Kiss Me,. Elle est choisie pour intégrer le nouveau groupe d'idoles Nogizaka46, afin de rivaliser avec le populaire groupe AKB48 du même fondateur Yasushi Akimoto.
Elle anime avec Nogizaka46 depuis le 2 octobre 2011 une émission de télévision présentée par le duo comique Bananaman et intitulée   Nogizakatte, Doko? (乃木坂 って, どこ). Le 5 février 2012, il est annoncé dans l'émission du groupe qu'elle est choisie en tant que capitaine de Nogizaka46, mais de manière temporaire ; peu après, elle est finalement nommée le capitaine officiel.
Elle participe à Japan Expo à Paris le 4 juillet 2014 avec d'autres membres du groupe comme Rina Ikoma, Mai Fukagawa, Manatsu Akimoto, Sayuri Matsumura, Nanami Hashimoto, Yumi Wakatsuki et Nanase Nishino.
Reika Sakurai passe sa cérémonie de la majorité le 10 janvier 2015 avec d'autres collègues de groupe tels que Sayuri Inoue, Kana Nakada, Seira Nagashima, Nanase Nishino, Ami Nojo et Yumi Wakatsuki.

## Discographie avec Nogizaka46
| #       | Date de sortie   | Titre                         | Titre original             | A participé aux chansons                                                                          |
| Albums  | Albums           | Albums                        | Albums                     | Albums                                                                                            |
| ------- | ---------------- | ----------------------------- | -------------------------- | ------------------------------------------------------------------------------------------------- |
| 1       | 7 janvier 2015   | Tōmei na Iro                  | 透明な色                   | Boku ga Iru Basho Dareka wa Mikata                                                                |
| 2       | 25 mai 2016      | Sorezore no Isu               | それぞれの椅子             | Kikkake Taiyō ni Kudokarete Kuchiyakusoku                                                         |
| Singles |                  |                               |                            |                                                                                                   |
| 1       | 22 février 2012  | Guruguru Curtain              | ぐるぐるカーテン           | Guru Guru Curtain Nogizaka no Uta Aitakatta Kamoshirenai Ushinaitakunai Kara Shiroi Kumo ni Notte |
| 2       | 2 mai 2012       | Oide Shampoo                  | おいでシャンプー           | Oide Shampoo Kokoro no Kusuri House!                                                              |
| 3       | 22 août 2012     | Hashire! Bicycle              | 走れ! Bicycle              | Hashire! Bicyle Hito wa Naze Hashiru no ka? Oto ga Denai Guitar                                   |
| 4       | 19 décembre 2012 | Seifuku no Mannequin          | 制服のマネキン             | Seifuku no Mannequin Yubi Bōenkyō                                                                 |
| 5       | 13 mars 2013     | Kimi no Na wa Kibō            | 君の名は希望               | Kimi no Na wa Kibō Shakiiism Romantic Ikayaki Psychokinesis no Kanosei                            |
| 6       | 3 juillet 2013   | Girl's Rule                   | ガールズルール             | Girl's Rule Sekai de Ichiban Kodoku na Lover Hoka no Hoshi kara Ningen to iu Gakki                |
| 7       | 27 novembre 2013 | Barette                       | バレッタ                   | Barrette Tsuki no Ookisa Watashi no Tame ni Dareka no Tame ni Sonna baka na...                    |
| 8       | 2 avril 2014     | Kizuitara Kataomoi            | 気づいたら片思い           | Kizuitara Kataomoi Romance no Start Danke Schön                                                   |
| 9       | 9 juillet 2014   | Natsu no Free & Easy          | 夏のFree&Easy              | Natsu no Free & Easy Mukuchi na Lion Boku ga Ikanakya Dare ga Ikunda?                             |
| 10      | 8 octobre 2014   | Nandome no Aozora ka?         | 何度目の青空か？           | Nandome no Aozora ka? Tōmawari no Aijō Korogatta Kane wo Narase! Tender days                      |
| 11      | 18 mars 2015     | Inochi wa Utsukushii          | 命は美しい                 | Inochi wa Utsukushii                                                                              |
| 12      | 22 juillet 2015  | Taiyō Knock                   | 太陽ノック                 | Taiyō Knock Hane no Kioku                                                                         |
| 13      | 28 octobre 2015  | Ima, Hanashitai Dareka ga Iru | 今、話したい誰かがいる     | Ima, Hanashitai Dareka ga Iru Popipappapā Kanashimi no Wasurekata Sukima                          |
| 14      | 23 mars 2016     | Harujion ga Sakukoro          | ハルジオンが咲く頃         | Harujion ga Sakukoro Yūutsu to Fūsen Gum                                                          |
| 15      | 27 juillet 2016  | Hadashi de Summer             | 裸足でSummer               | Hadashi de Summer Boku Dake no Hikari                                                             |
| 16      | 9 novembre 2016  | Sayonara no Imi               | サヨナラの意味             | Sayonara no Imi Kodoku na Aozora                                                                  |
| 17      | 22 mars 2017     | Influencer                    | インフルエンサー           |                                                                                                   |
| 18      | 9 août 2017      | Nigemizu                      | 逃げ水                     |                                                                                                   |
| 19      | 11 octobre 2017  | Itsuka Dekiru kara Kyō Dekiru | いつかできるから今日できる |                                                                                                   |
| 20      | 9 août 2017      | Nigemizu                      | 逃げ水                     |                                                                                                   |
| 21      | 25 avril 2018    | Synchronicity                 | シンクロニシティ           |                                                                                                   |

## Filmographie
Dramas
- 2015 - Hatsumori Bemars[7]